# Цуруока (княжество)
Княжество Цуруока (яп. 鹤冈藩 Цуруока-хан), также известно как Сёнай-хан (яп. 庄内藩) — феодальное княжество (хан) в Японии периода Эдо (1622—1871) в провинции Дэва региона Тосандо на севере острова Хонсю.

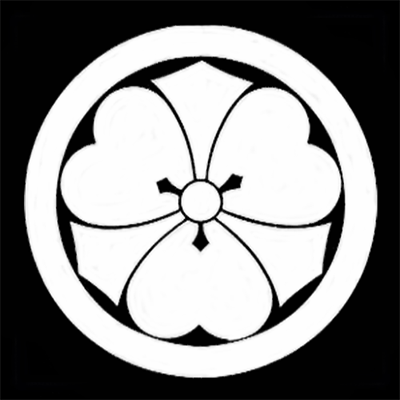
Мон рода Сакаи

Дочерние княжества: Ояма-хан (яп. 大山藩) и Дэва-Мацуяма-хан (яп. 出羽松山藩).

## Краткая история
Административный центр княжества: замок Цуруока (современный город Цуруока, префектура Ямагата).
Доход хана: 138000 -> 140000 -> 167000 -> 120000 коку риса
Княжество Цуруока, известное также как Сёнай-хан, было создано в 1622 году. Первым правителем княжества стал Сакаи Тадакацу (1594—1647), ранее правивший в Мацусиро-хане (провинция Синано). Его потомки управляли княжеством вплоть до 1871 года.
В конце периода Эдо Цуруока-хан получает большую известность. Даймё Цуруока-хана командовали отрядами Синсэнгуми, созданными бакуфу для защиты Эдо, столицы сёгуната Токугава.
В 1868 году во время Войны Босин 11-й даймё Цуруока-хана Сакаи Тададзуми присоединился к Северному союзу княжеств, созданному против нового императорского правительства Мэйдзи. Осенью того же года северные японские княжества, действовавшие разобщённо, потерпели поражение от императорских войск. Сакаи Тададзуми потерпел поражение и был заключён под стражу. Он вынужден был уступить престол своему младшему брату Сакаи Тадамити.
Цуруока-хан был ликвидирован в 1871 году.

## Правители княжества
- Род Сакаи, 1622—1871 (фудай-даймё)

| №  | Имя             | Имя      | Годы правления | Годы жизни  | Примечания                                                                 |
| -- | --------------- | -------- | -------------- | ----------- | -------------------------------------------------------------------------- |
| 1  | Сакаи Тадакацу  | 酒井忠勝 | 1622 — 1647    | 1594 — 1647 | Старший сын Сакаи Иэцугу, даймё Такада-хана                                |
| 2  | Сакаи Тадамаса  | 酒井忠当 | 1647 — 1660    | 1617 — 1660 | Старший сын и преемник Сакаи Тадакацу                                      |
| 3  | Сакаи Тадаёси   | 酒井忠義 | 1660 — 1681    | 1644 — 1681 | Сын Сакаи Тадамасы                                                         |
| 4  | Сакаи Тададзанэ | 酒井忠真 | 1682 — 1731    | 1671 — 1731 | Сын и преемник Сакаи Тадаёси                                               |
| 5  | Сакаи Тадаёри   | 酒井忠寄 | 1731 — 1766    | 1704 — 1766 | Второй сын Сакаи Тадаясу, усыновлён 4-м даймё Цуруока-хана Сакаи Тададзанэ |
| 6  | Сакаи Тадаацу   | 酒井忠温 | 1766 — 1767    | 1732 — 1767 | Старший сын Сакаи Тадаёри                                                  |
| 7  | Сакаи Тадаари   | 酒井忠徳 | 1767 — 1805    | 1755 — 1812 | Старший сын Сакаи Тадаацу                                                  |
| 8  | Сакаи Тадаката  | 酒井忠器 | 1805 — 1842    | 1790 — 1854 | Старший сын и преемник 7-го даймё Сакаи Тадаари                            |
| 9  | Сакаи Тадааки   | 酒井忠発 | 1842 — 1861    | 1812 — 1876 | Старший сын 8-го даймё Сакаи Тадакаты                                      |
| 10 | Сакаи Тадатомо  | 酒井忠寛 | 1861 — 1862    | 1839 — 1862 | Второй сын 8-го даймё Сакаи Тадакаты                                       |
| 11 | Сакаи Тададзуми | 酒井忠篤 | 1862 — 1868    | 1853 — 1915 | Второй сын 9-го даймё Сакаи Тадааки, усыновлён 10-м даймё Сакаи Тадатомо   |
| 12 | Сакаи Тадамити  | 酒井忠宝 | 1868 — 1871    | 1856 — 1921 | Третий сын 9-го даймё Сакаи Тадааки                                        |